# Ama, Estland
Ama är en ort i Estland.   Den ligger i kommunen Kadrina vald och länet Lääne-Viru län, i den centrala delen av landet, 70 km öster om huvudstaden Tallinn. Antalet invånare är 112.